# 雷神世界
QuakeWorld（即雷神之锤World）是id Software开发的雷神之锤I游戏的升级版本。游戏增加了多人游戏的特性（TCP/IP支持）可以让玩家进行互联网对战。

## 历史
升级之前雷神之锤I的网络代码，在局域网对战的时候不会产生严重延迟。但原始的雷神之锤并不标示出网络连接的地址，会造成了互联网游戏中延迟和丢包。
QuakeWorld是由約翰·卡馬克编写完成的，其间还有约翰·凯什（John Cash）和克里斯蒂安·安托万（Christian Antkow）的帮助，于1996年12月发布。后来的改进是由大卫·科什（David Kirsch）和杰克·马修斯（Jack "morbid" Mathews）完成的，他们在游戏中增加了一个名叫Quakespy的工具，它是由马修斯写成的，后来演化成了著名的GameSpy。
QuakeWorld在发布的最初四个月内，吸引了众多玩家，它其中包含了了一个全球玩家排名系统，玩家可以利用日志进入id的主服务器内，使用唯一的身份验证，在中心服务器保存每次游戏所产生的统计数据。玩家必须全力战斗以获得高排名，但是有人怀疑服务器系统计算排名时候可能产生不公平的现象。这促使id Software在QuakeWorld1.5于1997年发布的时候重建了一个全新的排名系统。
测试版本QuakeWorld 2.33是本作最后一个版本于1998年12月21日发布，随后id宣布停止开发，最后的稳定版是2.30。

## 特性
QuakeWorld最大的特性就是包含了重写的网络代码（比如实体运动预测和三角形压缩功能），全新的物理系统（实现了空中控制）。实体运动预测（也叫玩家位置预测）可以让QuakeWorld的客户端在高度延迟情况下进行补偿，让那些使用慢速网络的用户可以准确地在虚拟环境中移动，而不会因为延迟而失去方向感。Quake的网络是开放性的，对那些使用高速网络的用户不提供特权。
有一些并没有完全验证的特性曾经被认为是BUG，比如火箭跳、兔子跳、贴墙和之字型跑动等。这些BUG，或者叫做特性已经成为了QuakeWorld的一部分，可以让玩家尝试不同的游戏风格。
QuakeWorld今天还有众多的后继者，例如雷神之锤III的著名游戏模式CPMA和游戏斩除妖魔(PainKiller)，跨平台免费游戏Warsow等。
1999年12月，卡马克在GPL准则下公布了雷神之锤I和QuakeWorld的所有服务器端和客户端源代码，作为给世界的一份圣诞节大餐。通过修改客户端，出现了众多流行的关于Quake的游戏：FuhQuake、ezQuake、More QuakeWorld和ZQuake，其中华语区FuhQuake最为出名，世界范围最为流行的是ezQuake。